# Alpheus brevicristatus
Alpheus brevicristatus (лат.) — вид морских креветок из семейства Alpheidae.

## Описание
Длина тела от 5 до 10 см. Рострум слабо развит или отсутствует. Глаза спрятаны под передним краем карапакса. На передней части карапакса есть выраженное срединное рёбрышко. Клешни самцов устроены по разному: с помощью более крупной клешни они способны издавать резкий звук и выбрасываемой при этом сильной струёй воды отпугивать врага. Между пальцами меньшей клешни есть хорошо заметная щель.

## Распространение и места обитания
Бентосный субтропический вид. Распространён в заливе Петра Великого, а также у берегов Японии, Тайваня и Гонконга. Обитает на глубинах от 1 до 20 м. Встречается в мягком илу на участках, обнажающихся при низком уровне весеннего прилива. Также встречается на подводных лугах с водорослями.

## Alpheus brevicristatusи человек
Охранный статус вида не оценивался, он безвреден для человека и не является объектом промысла.